# Kristóf Baráti
Kristóf Baráti, né le 17 mai 1979 à Budapest, est un violoniste classique hongrois.

## Enfance
Baráti naît au sein d’une famille de musiciens, à Budapest en 1979. Son père est violoncelliste et sa mère joue du violon ; c’est d’elle qu’il reçoit son premier violon d’apprentissage. Il poursuit ensuite l’étude du violon avec Vilmos Tátrai, fondateur du fameux quatuor Tátrai (hu).
Baráti passe l’essentiel de son enfance au Venezuela, où il commence à se produire avec des orchestres dès l’âge de huit ans. À onze ans, il donne un récital au festival de Radio France à Montpellier, en France.
Baráti rentre en Hongrie quand il intègre l’université de musique Franz-Liszt pour ses études supérieures ; en 1996, il vient à Paris pour étudier sous la férule du professeur letton Eduard Wulfson. Wulfson, ancien élève de Yehudi Menuhin, Nathan Milstein et Henryk Szeryng, transmet à Baráti les enseignements de ses maîtres.

## Carrière professionnelle
Baráti a remporté plusieurs prix d’importance dans des compétitions internationales majeures. À Gorizia (Italie) en 1995, Baráti emporte le premier prix. En 1996, Baráti arrive second au concours Long-Thibaud-Crespin. L’année suivante, en 1997, Il gagne le troisième prix et le prix du public au concours Reine Élisabeth, où il est le plus jeune des concurrents.
En octobre 2010, Baráti a remporté le sixième concours international de violon Paganini à Moscou. En 2014, il reçoit la plus haute distinction culturelle de Hongrie, le prix Kossuth.
Baráti se produit régulièrement en Hongrie avec l’orchestre du Festival de Budapest, sous la direction d'Iván Fischer, et avec l'orchestre de la Philharmonie nationale hongroise, sous la direction de Zoltán Kocsis. Il s'est également produit avec de nombreux orchestres dans le monde entier, tels que l'orchestre du Théâtre Mariinsky (ru), l'orchestre du Festival de Budapest, le Royal Philharmonic Orchestra, le Deutsches Symphonie-Orchester Berlin, l'orchestre symphonique de la NDR, l'orchestre symphonique de la NHK et l'orchestre symphonique de la WDR de Cologne et avec de nombreux chefs d'orchestre de premier plan, notamment Kurt Masur, Marek Janowski, Charles Dutoit, Jiří Bělohlávek, Jukka-Pekka Saraste, Mikhaïl Pletnev, Gilbert Varga, Iván Fischer, Jakub Hrůša et Iouri Temirkanov.
Baráti joue sur le violon « Lady Harmsworth », fabriqué en 1703 par Antonio Stradivarius, qui lui a été prêté par la Société Stradivarius de Chicago.